# Э
Cette page contient des caractères spéciaux ou non latins. S’ils s’affichent mal (▯, ?, etc.), consultez la page d’aide Unicode.
Ne pas confondre avec la lettre « E », la lettre grecque epsilon « ε », le symbole euro « € », les symboles d'appartenance « ∈ » ou « ∋ ».
Э (minuscule : э), appelé é, est une lettre des écritures slaves (russe et biélorusse). Elle est apparue pour la première fois au XIIIe siècle comme variante du ye ukrainien, є.

## Représentations informatiques
Son Unicode est U+042D pour la majuscule et U+044D pour la minuscule.